# Robert Ciborowski

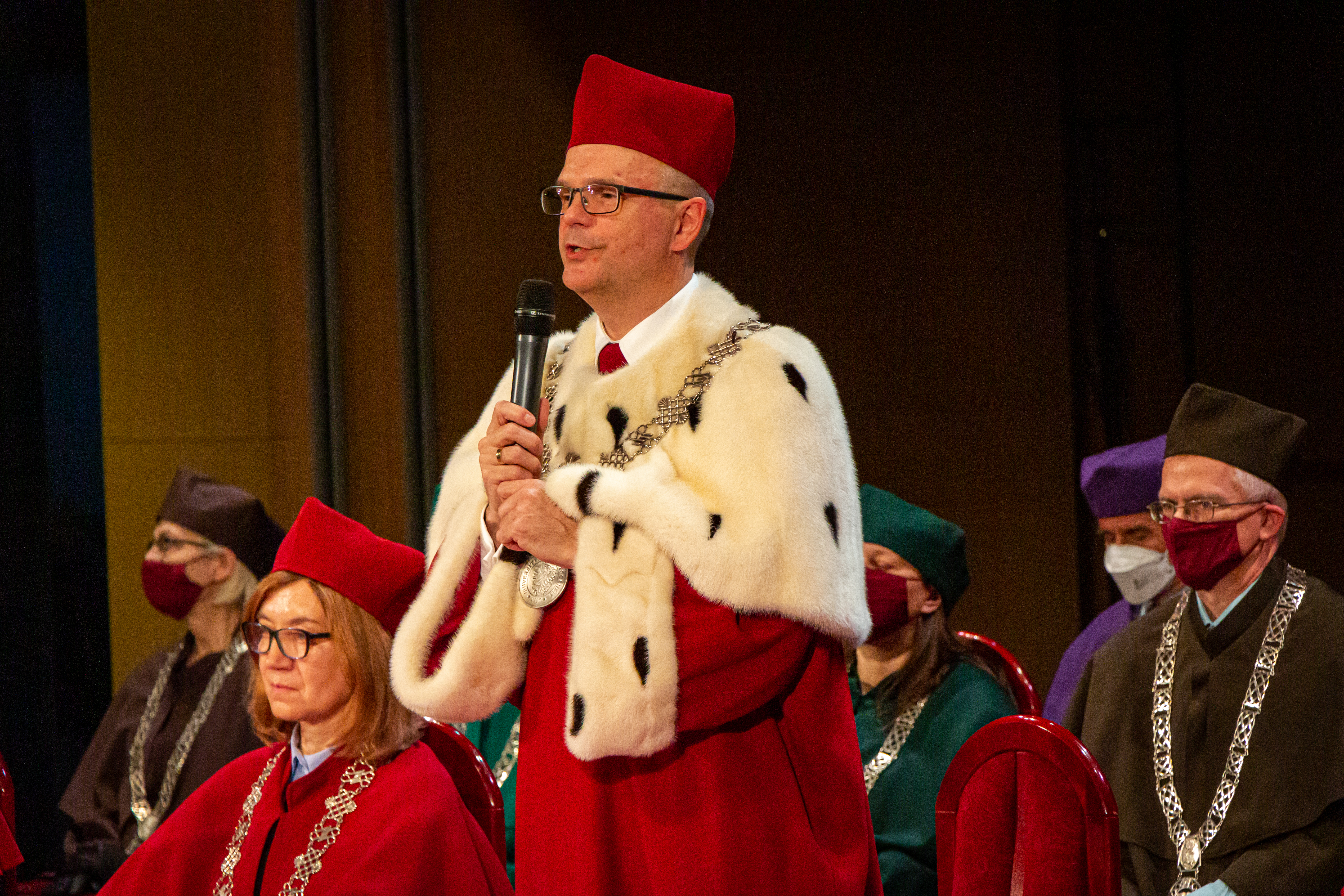
Robert Ciborowski, 2021

Robert Władysław Ciborowski (* 27. Juni 1967 in Danzig) ist ein polnischer Wirtschaftswissenschaftler.

## Leben
Robert Ciborowski besuchte bis 1986 das allgemeinbildende Adam-Mickiewicz-Liceum in Białystok. Anschließend studierte er Wirtschaft in Białystok an einer Filiale der Universität Warschau und schloss sein Studium 1993 mit einem Master ab. Er verblieb an der Hochschule und war als Lehrkraft tätig. 1998 promovierte Robert Ciborowski in Wirtschaftswissenschaften und im Jahr 2006 erfolgte seine Habilitation. 2005 bis 2012 war er Dekan der Fakultät für Wirtschaft und Management, anschließend bis 2016 Prorektor der Universität Białystok. Für eine 4-jährige Kadenz wurde Robert Ciborowski 2016 zum Rektor gewählt. 2018 erfolgte seine Ernennung zum Professor durch den Staatspräsidenten Polens.
Er ist Mitglied der Polnischen Gesellschaft für Wirtschaft (PTE) sowie der European Association for the Study of Science and Technology (EASST).
Robert Ciborowski ist verheiratet und hat eine Tochter.

## Werke
Robert Ciborowski hat etwa 100 Artikel und Bücher veröffentlicht. Auswahl:
- Innowacje techniczne a system funkcjonowania gospodarki na przykładzie Wielkiej Brytanii, Dissertation, Białystok 1998
- Innowacje techniczne a system gospodarczy Wielkiej Brytanii, Białystok 1999, ISBN 83-87884-24-3
- Wpływ zmian w polityce gospodarczej i globalizacji na postęp techniczny i konkurencyjność gospodarki Wielkiej Brytanii, Habilitation, Białystok 2004
- Technology Transfer and Innovative Capability In Poland and Podlasie Region in Forum on Science and Technology in China, 2007
- Robert Ciborowski, Jerzy Grabowiecki, Rola Polski w polityce Unii Europejskiej wobec krajów Europy Środkowo-Wschodniej : praca zbiorowa, Białystok 2007, ISBN 978-83-7431-144-1
- Conditions of technological convergence in Poland during the period of system transition in Chinese Business Review, 2011
- Robert Ciborowski, Aneta Kargol-Wasiluk, Marian Zalesko et al.Ekonomiści szkoły austriackiej, Białystok 2011, ISBN 978-83-86462-20-9
- Międzynarodowy transfer technologii a innowacyjność krajów Europy Środkowo-Wschodniej, Białystok, 2016
- Innovation and competitive factors of non-R&D industrial enterprises. The case of north-eastern Poland in International Journal of Transitions and Innovation Systems, 2016, S. 66–79